# 西山站 (新潟縣)
西山站（日语：／ Nishiyama eki */?）是位於新潟縣柏崎市西山町和田352番，東日本旅客鐵道（JR東日本）的越後線車站。

## 歷史
此站附近曾經設有西山油田。
- 1912年（大正元年）11月11日：越後鐵道 柏崎至石地之間開通，此站啟用[1]。
- 1927年（昭和2年）10月1日：越後鉄道被國有化，柏崎至白山之間全線隸屬國鐵越後線（後來白山至新潟也編入至越後線）。
- 1976年（昭和51年）9月10日：結束貨物起卸業務止。
- 1984年（昭和59年）4月7日：成為無人車站。
- 1987年（昭和62年）4月1日：伴隨國鐵分割民營化，車站由東日本旅客鐵道（JR東日本）營運。
- 1992年（平成4年）：車站大樓翻新[1]。

## 車站構造

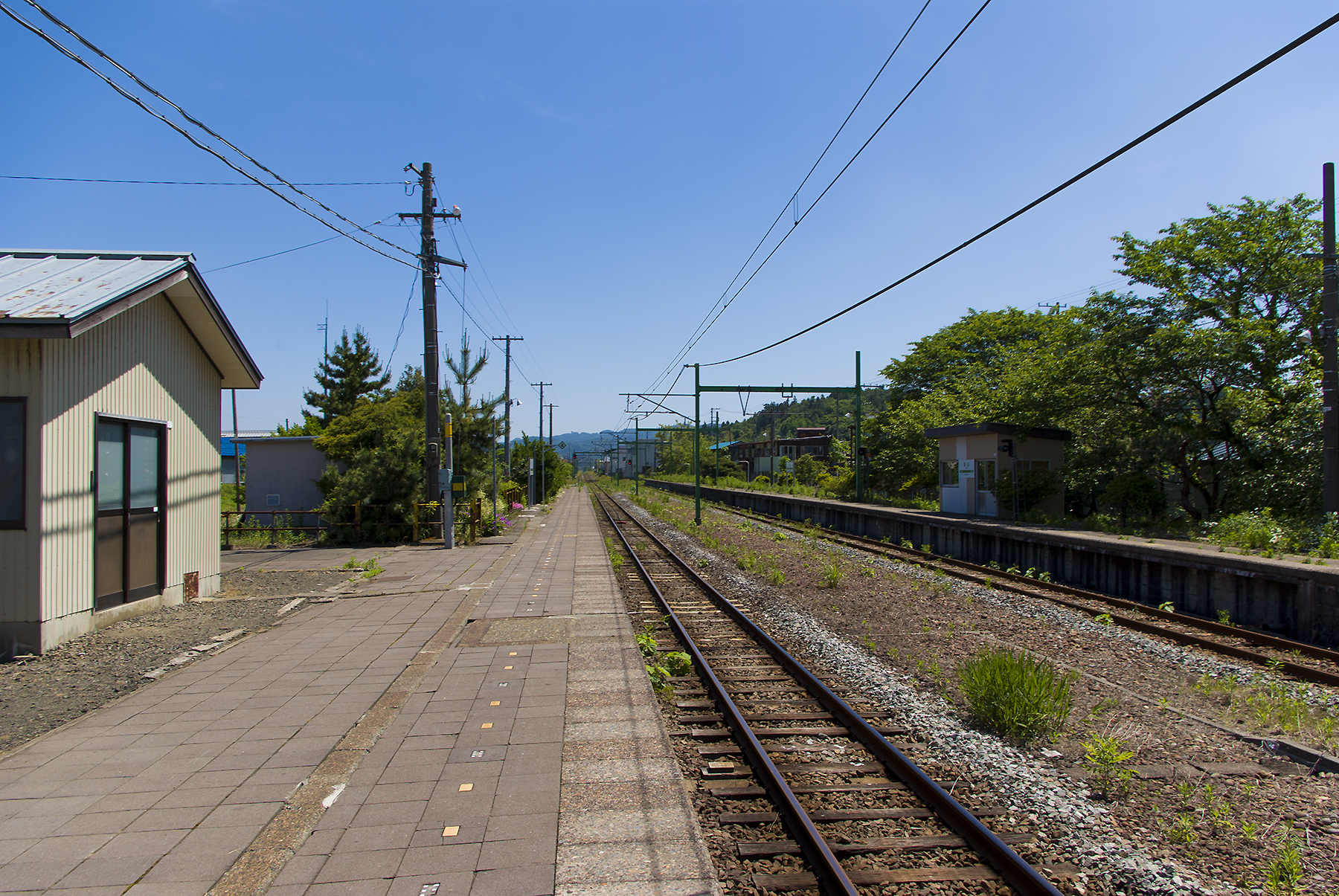
ホーム（2010年6月6日）

車站是一座地面車站，設有2面2線的相對式月台。各月台之間設有跨線橋連接。路軌配置為一線通過結構，在列車不需要進行交會時，兩方向的列車會停靠近車站大樓（北邊）的1號月台。
此站是由長岡站管理的無人車站。

### 月台
| 月台 | 路線    | 上下行 | 方向           |
| ---- | ------- | ------ | -------------- |
| 1・2 | ■越後線 | 下行   | 吉田、新潟方向 |
| 1・2 | ■越後線 | 上行   | 柏崎方面       |

## 使用狀況
根據「柏崎市統計年鑑」的資料，以下為乘車人次變化列表：
| 乘車人次變化       | 乘車人次變化  | 乘車人次變化 |
| 年度               | 1年總乘車人次 | 參考資料     |
| ------------------ | ------------- | ------------ |
| 2005年（平成17年） | 19,600        | [ 3 ]        |
| 2006年（平成18年） | 18,800        | [ 3 ]        |
| 2007年（平成19年） | 16,400        | [ 3 ]        |
| 2008年（平成20年） | 16,600        | [ 3 ]        |
| 2009年（平成21年） | 15,300        | [ 3 ]        |
| 2010年（平成22年） | 15,300        | [ 4 ]        |

## 車站周邊
此站位於前西山町中心。
- 新潟縣道147號西山停車場線（日语：新潟県道147号西山停車場線）
- 新潟縣道373號向山西山停車場線（日语：新潟県道373号向山西山停車場線）
- 新潟縣道23號柏崎高濱堀之内線（日语：新潟県道23号柏崎高浜堀之内線）
- 新潟縣道369號黑部柏崎線（日语：新潟県道369号黒部柏崎線）
- 國道116號（日语：国道116号）
- 新潟縣道393號禮拜長岡線
- 西山郵局
- 新潟大榮信用組合 西山分店
- 第四銀行（日语：第四銀行） 西山分店
- 刈羽村勝山工業團地

## 巴士路線

柏崎區域北邊巴士路線圖

在車站南邊設有國道116號上設有越後交通「西山」巴士站，在車站北邊設有西山町地區有償運送「西山號」據點「向日葵齒科前」巴士站與二田、南部線的「西山站前」巴士站。
各路線の詳細は「柏崎市公共交通マップPDF」および「越後交通 柏崎地区時刻表 （页面存档备份，存于）」、「にしやま号（柏崎市） （页面存档备份，存于）」を参照。
- 西山
  - 前往長岡
  - 經日吉町 前往柏崎站前
- 向日葵齒科前
  - 「西山號」二田、南部線（也可在西山站前使用）
  - 「西山號」中川、別山線
  - 「西山號」大田、石地線

## 相鄰車站
東日本旅客鐵道（JR東日本）
■越後線
刈羽－西山－禮拜

## 注腳
1. 1 2 3 4 5 6 7 8 9 10 11  . 週刊朝日百科. 21号 新潟駅・弥彦駅・津南駅ほか. 朝日新聞出版. 2012-12-30: 20 （日语）.
2. 1 2  . 東日本旅客鉄道.   [2019-08-19]. （原始内容存档于2020-12-12） （日语）.
3. ↑   (PDF). 柏崎市統計年鑑（平成22年版）. 柏崎市: 90. 2011-03  [2019-04-02]. （原始内容 (PDF)存档于2019-04-02） （日语）.
4. ↑   (PDF). 柏崎市統計年鑑（平成23年版）. 柏崎市: 90. 2011-03  [2019-04-02]. （原始内容 (PDF)存档于2019-04-02） （日语）.

## 外部連結
- 車站資訊（西山）：東日本旅客鐵道（日語）